# Condado de Kaufman

Localización del Condado de Kaufman en el estado de Texas.

El condado de Kaufman es un condado localizado en el estado de Texas, Estados Unidos. En el 2000 la población fue de 71.313 habitantes. La cabecera se encuentra en la ciudad de Kaufman. Este condado es parte del Dallas/Fort Worth Metroplex y se encuentra al sureste del Condado de Dallas. El Condado de Kaufman fue nombrado por David Spangler Kaufman, el primer congresista judío de Texas.

## Demografía
Para el censo de 2000, había 71.313 personas, 24.367 cabezas de familia, y 19.225 familias residiendo en el condado. La densidad de población era de 34 habitantes por milla cuadrada.
La composición racial del condado era:
- 81,10% blancos
- 10,53% negros o negros americanos
- 0,61% nativos americanos
- 0,47% asiáticos
- 0,02% isleños
- 5,66% otras razas
- 1,61% de dos o más razas.

Había 24.367 cabezas de familia, de las cuales el 39,50% tenían menores de 18 años viviendo con ellas, el 63,10% eran parejas casadas viviendo juntas, el 11,30% eran mujeres cabeza de familia monoparental (sin cónyuge), y 21,10% no eran familias.
El tamaño promedio de una familia era de 3,24 miembros.
En el condado el 29,20% de la población tenía menos de 18 años, el 8,20% tenía de 18 a 24 años, el 29,50% tenía de 25 a 44, el 22,40% de 45 a 64, y el 10,60% eran mayores de 65 años. La edad promedio era de 35 años. Por cada 100 mujeres había 97,40 hombres. Por cada 100 mujeres mayores de 18 años había 94,00 hombres.

## Economía
Los ingresos medios de una cabeza de familia del condado eran de USD$44.783 y el ingreso medio familiar era de $50.354. Los hombres tenían unos ingresos medios de $35.537 frente a $26.494 de las mujeres. El ingreso per cápita del condado era de $18.827. El 7,80% de las familias y el 10,50% de la población estaban debajo de la línea de pobreza. Del total de gente en esta situación, 13,30% tenían menos de 18 y el 11,80% tenían 65 años o más.